# Chiudi gli occhi e sogna - Little Rosey
Chiudi gli occhi e sogna – Little Rosey (Little Rosey) è un cartone animato prodotto da Little Rosey Productions, Inc. e Nelvana.

## Personaggi
- Little Rosey: Kathleen Laskey
- Buddy: Noam Zylberman
- Tess: Tabitha St. Germain (è "Paulina Gillis")
- Nonnie/Tater: Lisa Yamanaka
- Mom: Judy Marshak
- Dad: Tony Daniels
- Jeffrey/Matthew: Stephen Bednarski

## Lista episodi
| nº  | Titolo inglese                 | Titolo italiano | Prima TV US/Canada |
| --- | ------------------------------ | --------------- | ------------------ |
| 1a  | Farewell, My Dolly             |                 | 8 settembre 1990   |
| 1b  | Super Rosey (Part 1)           |                 | 8 settembre 1990   |
| 2a  | Rosey and the Genie            |                 | 15 settembre 1990  |
| 2b  | Explorers                      |                 | 15 settembre 1990  |
| 3a  | Land of the Lost Toys          |                 | 22 settembre 1990  |
| 3b  | Magic Woods                    |                 | 22 settembre 1990  |
| 4a  | New People                     |                 | 29 settembre 1990  |
| 4b  | Flower Garden                  |                 | 29 settembre 1990  |
| 5a  | Pirates                        |                 | 6 ottobre 1990     |
| 5b  | The Snowman                    |                 | 6 ottobre 1990     |
| 6a  | The Cake                       |                 | 13 ottobre 1990    |
| 6b  | Super Rosey (Part 2)           |                 | 13 ottobre 1990    |
| 7a  | I did Without Decimals         |                 | ?                  |
| 7b  | Spelling Bee-Hemoth            |                 | ?                  |
| 8a  | War of the Rosey               |                 | ?                  |
| 8b  | The Baby of Baghdad            |                 | ?                  |
| 9a  | If You Grow it, They Will Come |                 | 20 ottobre 1990    |
| 9b  | Of Mice and Rosey              |                 | 20 ottobre 1990    |
| 10  | The Pumpkins are Gone!         |                 | 27 ottobre 1990    |
| 11  | It's Under the Bed             |                 | 3 novembre 1990    |
| 12  | It's Really Big Out There      |                 | 10 novembre 1990   |
| 13  | The Buddy and the Rosey        |                 | 17 novembre 1990   |
| 14  | Try Not to Lie                 |                 | 24 novembre 1990   |
| 15  | Not Rosey, Roseanne            |                 | 22 dicembre 1990   |
| 16a | Dad's Coming                   |                 | ?                  |
| 16b | Unreal Friend                  |                 | ?                  |